# Lingua tswapong
La lingua tswapong (nome nativo seTswapong) è una lingua sotho-tswana parlata in Botswana, nel distretto Centrale.

## Distribuzione geografica
Viene parlata da circa 2.000 persone (anno 1997) stanziate nella parte orientale delle sottodistretto di Mahalapye.

## Classificazione
Il tswapong appartiene al sottogruppo lingue sotho-tswana delle lingue bantu; ha affinità con il birwa e con altre importanti lingue dell'area come il tswana e il sotho del nord.
Secondo Ethnologue, la classificazione della lingua tswapong è la seguente:
- Lingue niger-kordofaniane
  - Lingue congo-atlantiche
    - Lingue volta-congo
      - Lingue benue-congo
        - Lingue bantoidi
          - Lingue bantoidi meridionali
            - Lingue bantu
              - Lingue bantu centrali
                - Lingue bantu S
                  - Lingue sotho-tswana
                    - Lingua tswapong